# Télihavas
A Télihavas a Bódis-hegy egyik része Tatabánya külterületén, Felsőgalla határában. Legmagasabb pontja 285 m.

## Nevének eredete
Nevét valószínűleg arról a tényről kaphatta, hogy az ÉK-i oldalán márciusig halmozódik a hóréteg.

## Domborzati viszonyok
Domborzata sokkal kevésbé változatos, mint a DNY-i lejtőjé, ami a Télihavasalja. Az ÉK-i oldalán fennsík található, amin keresztül a Bódis-hegy gerincéhez kapcsolódik. D-re a Csont-völgy, DNY-ra pedig a Galla-patak széles medencéje, NY-ra pedig a Mohos-völgy határolja. Az ÉK-i, K-i oldalon tölgyesek nőnek, míg a központi részen néhol kisebb mezők is elterülnek a hegyoldalon. Itt is még a tölgy a domináns, de már nem nőnek meg 15–20 m magasra, csak 10–12 m-es göcsörtös, néha cserjés fák lesznek belőlük. A Télihavasalja növényzete  a magasabban fekvő részeken a kőris, lejjebb pedig fekete- és erdeifenyő, amik telepítve vannak, az ún. Fenyő-övet alkotják. A csont-völgy jellegzetes növénye pedig az akác.

## Nevezetességek
Legnagyobb nevezetessége a Télihavasalja (bővebben: Télihavasalja), amit elsősorban a híres Transztélihavasaljai gyalogútról csodálhatunk meg. A Csont-völgy akácosa éppen arról nevezetes, hogy ritkás faállományának  ellenére nem bozótosodott el a domboldal, így az afrikai szavannákra emlékeztető akácokkal tarkított füves mező látványa fogadja a turistát.